# Imaculada
Imaculada là một đô thị thuộc bang Paraíba, Brasil. Đô thị này có diện tích 399,409 km², dân số năm 2007 là 11823 người, mật độ 29,6 người/km².